# Лене Онес
Лене Онес (норв. Lene Aanes; нар. 18 липня 1976, Нарвік) — норвезька борчиня вільного стилю, дворазова срібна та чотириразова бронзова призерка чемпіонатів світу, чемпіонка, триразова срібна та дворазова бронзова призерка чемпіонатів Європи. Найтитулованіша норвезька борчиня.

## Життєпис
Боротьбою почала займатися з 1988 року.
Виступала за спортивний клуб Narvik AK. Тренери — Юрген Юханссон, Франк Стін.
Батько Бйорн Онес та молодший брат Фріц Онес — теж борці, мають декілька національних титулів. Фріц — член національної збірної Норвегії з греко-римської боротьби, учасник літніх Олімпійських ігор 2004 року в Афінах.

## Спортивні результати на міжнародних змаганнях

### Виступи на Чемпіонатах світу
| Змагання                        | Збірна   | Вагова категорія          | Місце  |
| ------------------------------- | -------- | ------------------------- | ------ |
| Чемпіонат світу з боротьби 1995 | Норвегія | жіноча боротьба, до 57 кг | Срібло |
| Чемпіонат світу з боротьби 1996 | Норвегія | жіноча боротьба, до 57 кг | Бронза |
| Чемпіонат світу з боротьби 1997 | Норвегія | жіноча боротьба, до 62 кг | 4      |
| Чемпіонат світу з боротьби 1998 | Норвегія | жіноча боротьба, до 62 кг | Срібло |
| Чемпіонат світу з боротьби 1999 | Норвегія | жіноча боротьба, до 62 кг | 8      |
| Чемпіонат світу з боротьби 2000 | Норвегія | жіноча боротьба, до 62 кг | 8      |
| Чемпіонат світу з боротьби 2001 | Норвегія | жіноча боротьба, до 62 кг | Бронза |
| Чемпіонат світу з боротьби 2002 | Норвегія | жіноча боротьба, до 63 кг | Бронза |
| Чемпіонат світу з боротьби 2003 | Норвегія | жіноча боротьба, до 63 кг | 6      |
| Чемпіонат світу з боротьби 2005 | Норвегія | жіноча боротьба, до 59 кг | Бронза |

### Виступи на Чемпіонатах Європи
| Змагання                         | Збірна   | Вагова категорія          | Місце  |
| -------------------------------- | -------- | ------------------------- | ------ |
| Чемпіонат Європи з боротьби 1996 | Норвегія | жіноча боротьба, до 57 кг | Срібло |
| Чемпіонат Європи з боротьби 1997 | Норвегія | жіноча боротьба, до 56 кг | Срібло |
| Чемпіонат Європи з боротьби 1998 | Норвегія | жіноча боротьба, до 62 кг | Бронза |
| Чемпіонат Європи з боротьби 2001 | Норвегія | жіноча боротьба, до 62 кг | Бронза |
| Чемпіонат Європи з боротьби 2002 | Норвегія | жіноча боротьба, до 63 кг | Срібло |
| Чемпіонат Європи з боротьби 2003 | Норвегія | жіноча боротьба, до 63 кг | Золото |

### Виступи на інших змаганнях
| Змагання                                                    | Збірна   | Вагова категорія          | Місце  |
| ----------------------------------------------------------- | -------- | ------------------------- | ------ |
| Manitoba Open 2002                                          | Норвегія | жіноча боротьба, до 63 кг | Золото |
| Austrian Ladies Open 2002                                   | Норвегія | жіноча боротьба, до 67 кг | 4      |
| Manitoba Open 2003                                          | Норвегія | жіноча боротьба, до 67 кг | Золото |
| Klippan Lady Open 2003                                      | Норвегія | жіноча боротьба, до 63 кг | Бронза |
| Гран-прі Німеччини з боротьби 2003                          | Норвегія | жіноча боротьба, до 63 кг | Золото |
| Austrian Ladies Open 2003                                   | Норвегія | жіноча боротьба, до 63 кг | Золото |
| Manitoba Open 2004                                          | Норвегія | жіноча боротьба, до 63 кг | Бронза |
| Міжнародний меморіал Дейва Шульца 2004                      | Норвегія | жіноча боротьба, до 63 кг | Срібло |
| Олімпійський кваліфікаційний турнір з боротьби 2004 (Туніс) | Норвегія | жіноча боротьба, до 63 кг | 25     |
| Austrian Ladies Open 2005                                   | Норвегія | жіноча боротьба, до 67 кг | 9      |